# 维伦 (德国)
维伦是德国下萨克森州的一个市镇。总面积23.06平方公里，总人口569人，其中男性300人，女性269人（2011年12月31日），人口密度25人/平方公里。